# علی‌آباد، حیدرآباد
علی‌آباد، حیدرآباد (به انگلیسی: Aliabad, Hyderabad) یک منطقهٔ مسکونی در هند است که در آندرا پرادش واقع شده‌است.